# Ernst Fuchs (médecin)
Pour les articles homonymes, voir Ernst Fuchs et Fuchs.
Ernst Fuchs, né le 14 juin 1851 à Kritzendorf (Autriche) et mort le 21 novembre 1930 à Vienne (Autriche) est un ophtalmologue autrichien. 
Il est connu principalement pour avoir décrit l'anomalie de la rétine appelée tache de Fuchs et l'anomalie de la cornée appelée dystrophie de Fuchs.
Ernst Fuchs enseigne de 1881 à 1885 à l'université de Liège, et dirige ensuite jusqu'en 1915 la Clinique ophtalmique de Vienne. C'est un des fondateurs de l'anatomie pathologique en ophtalmologie ; il entreprend une collection de coupes anatomiques de l'œil. Il met également au point divers nouveaux procédés opératoires en ophtalmologie.